# Kathryn Walker
Kathryn Walker (Filadelfia, 9 gennaio 1943) è un'attrice statunitense.
Fu la scripture di Douglas Kenney per molti anni, fino alla sua morte nel 1980 all'età di 33 anni, ed è stata sposata con il cantante James Taylor dal 1985 al 1995. Nel 2008 Walker ha pubblicato un romanzo, "A Stopover in Venice"(Knopf, ISBN 0-307-26706-7).
Walker è nata a Filadelfia, Pennsylvania. Fa parte delle Phi Beta Kappa laureate al Wells College ad Aurora, New York, ed è stata una Fulbright Scholar in musica e teatro.

## Nella cultura di massa
Walker fu impersonata da Sarah Hadland nel film televisivo Burton & Taylor (2013), e da Emmy Rossum  nel film A Futile and Stupid Gesture (2018).

## Filmografia

### Film
| Anno | Titolo              | Ruolo             | Note  |
| ---- | ------------------- | ----------------- | ----- |
| 1973 | Blade               | Maggie            |       |
| 1977 | Slap Shot           | Anita McCambridge |       |
| 1978 | Mandy's Grandmother | Susan             | Corto |
| 1979 | Rich Kids           | Madeline Philips  |       |
| 1981 | I vicini di casa    | Enid Keese        |       |
| 1985 | D.A.R.Y.L.          | Dr. Ellen Lamb    |       |
| 1993 | Emma and Elvis      | Alice Winchek     |       |

### Televisione
| Anno | Titolo                                                                 | Ruolo               | Note                  |
| ---- | ---------------------------------------------------------------------- | ------------------- | --------------------- |
| 1972 | Search for Tomorrow                                                    | Emily Rogers Hunter | 1 episodio            |
| 1972 | Look Homeward, Angel                                                   | Helen Gant          | TV film               |
| 1972 | House Without a Christmas Tree, The The House Without a Christmas Tree | Miss Thompson       | TV film               |
| 1973 | Rx for the Defense                                                     | Hilda Kempter       | TV film               |
| 1973 | Thanksgiving Treasure, The The Thanksgiving Treasure                   | Miss Peggy Thompson | TV film               |
| 1974 | All My Children                                                        | Eileen Littlejohn   | Serie TV              |
| 1975 | Another World                                                          | Barbara Weaver      | Serie TV              |
| 1975 | Beacon Hill                                                            | Fawn Lassiter       | Ruolo principale      |
| 1976 | Medical Center                                                         | Dr. Talley          | "The Stranger"        |
| 1976 | Adams Chronicles, The The Adams Chronicles                             | Abigail Smith       | Miniserie TV          |
| 1978 | Winds of Kitty Hawk, The The Winds of Kitty Hawk                       | Katharine Wright    | TV film               |
| 1979 | Too Far to Go                                                          | Marion              | TV film               |
| 1979 | 3 by Cheever                                                           | Louise Bentley      | "O Youth and Beauty!" |
| 1980 | F.D.R.: The Last Year                                                  | Anna                | TV film               |
| 1981 | Whale for the Killing, A A Whale for the Killing                       | Dr. Linda McFarland | TV film               |
| 1981 | Family Reunion                                                         | Louisa King         | TV film               |
| 1982 | American Playhouse                                                     | Lena Brock          | "Private Contentment" |
| 1983 | Special Bulletin                                                       | Susan Myles         | TV film               |
| 1985 | Private Sessions                                                       | Claire Braden       | TV film               |
| 1986 | Mrs. Delafield Wants to Marry                                          | Sarah               | TV film               |
| 1988 | Murder of Mary Phagan, The The Murder of Mary Phagan                   | Sally Slaton        | Miniserie TV          |
| 1990 | Against the Law                                                        | Paulette Belinoff   | "The Women"           |
| 2000 | Suddenly Susan                                                         | Jenny               | "Girls Night Out"     |
| 2002 | Frontier House                                                         | Narratrice          | Miniserie TV          |
| 2004 | Colonial House                                                         | Narratrice          | Miniserie TV          |
| 2006 | Texas Ranch House                                                      | Narratrice aggiunta | Miniserie TV          |

## Broadway
- The Good Doctor (1973–1974)
- Mourning Pictures (1974)
- A Touch of the Poet (1977–1978) come Sara Melody
- Private Lives (1983) come Amanda Prynne e, in altri show, come Sybil Chase
- Wild Honey (1986–1987) come Anna Petrovna